# Гай Калпетан Ранций Квиринал Валерий Фест
Гай Калпетан Ранций Квиринал Валерий Фест (лат. Gaius Calpetanus Rantius Quirinalis Valerius Festus) — римский политический деятель второй половины I века.
Его приёмным отцом был консул-суффект 47 года Гай Калпетан Ранций Седат. При рождении Гай получил имя Публий Валерий Фест. Он происходил из Помптинской трибы из Италии, вероятно, из города Арреций. Его биологический отец, предположительно, относился к сенаторскому сословию. По сообщению Тацита, Фест был родственником Вителлия. В любом случае, в 69 году он поначалу поддерживал Вителлия, прежде чем перейти на сторону Веспасиана.
В 70 году Фест, будучи легатом III Августова легиона приказал убить проконсула Луция Кальпурния Пизона. Как рассказывает Тацит, это произошло по следующим причинам. Поначалу Фест и Пизон вели тайные переговоры, на которых то ли Фест подстрекал Пизона поднять восстание, то ли проконсул склонял к мятежу легата. Однако после того, как Пизон приказал казнить недавно прибывшего центуриона Папирия, поскольку подозревал будто тот приехал, чтобы спровоцировать его на восстание. Кроме того, в Карфагене вспыхнули беспорядки, а Пизон заперся в доме, не исполняя свои обязанности. Узнав об этом, Фест отправил всадников убить Пизона, что те и сделали. Кроме того, он приказал арестовать как пособника Пизона префекта лагеря Цетрония Пизана, хотя на самом деле сделал это из неприязни к Пизону. Таким образом, Фест создал видимость разоблачения заговора. Затем он заставил жителей Эи и Лептис-Магны прекратить свои распри, которые начались со споров между крестьянами из-за украденного продовольствия или скота и кончившиеся настоящими битвами.
За деятельность в Африке Веспасиан наградил Феста. В 71 году он занимал должность консула-суффекта вместе с Домицианом. В 73 году Фест был куратором берегов и русла Тибра. Примерно в 73—78 годах Фест находился на посту легата пропретора Паннонии, а в 79—81 годах управлял провинцией Тарраконская Испания. В 85 или 86 году он покончил жизнь самоубийством. Фест входил в состав жреческой коллегии содалисов Августа и понтификов.